# Gravures rupestres de Marhouma

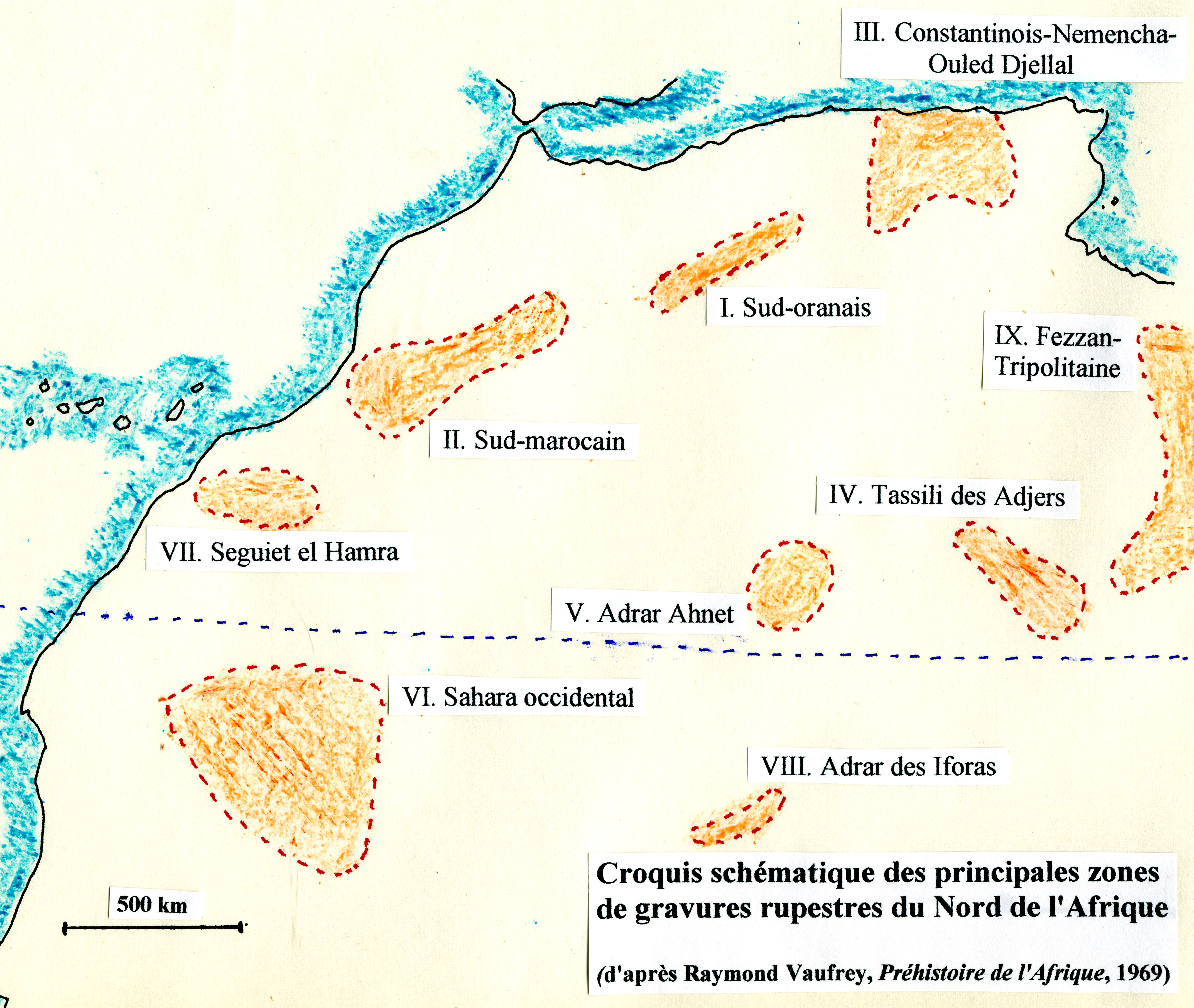
Zones de gravures rupestres en Afrique du Nord-Ouest

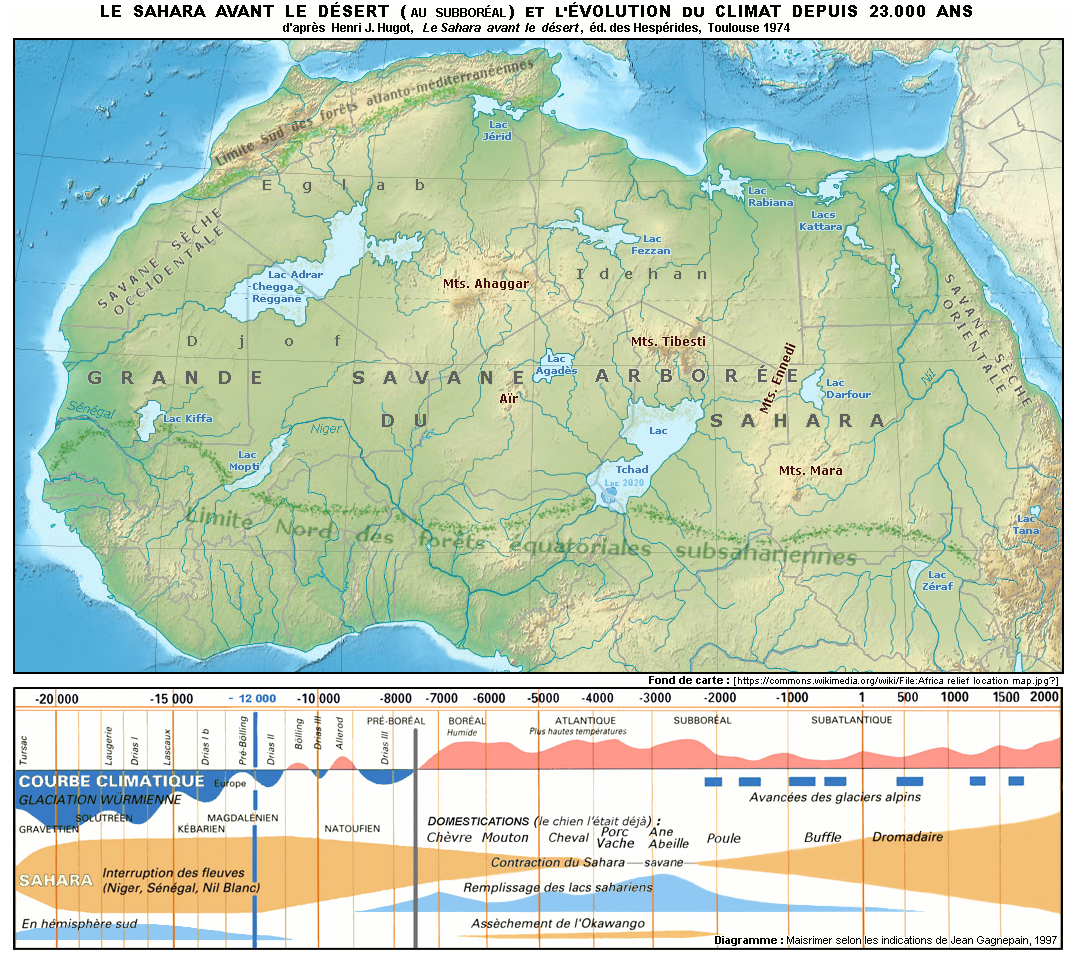
Le « Sahara vert » : la végétation était de type savane arborée et la faune, attestée par les restes fossiles et l'art rupestre, comprenait des autruches, des gazelles, des bovins, des girafes, des rhinocéros, des éléphants, des hippopotames, des crocodiles…

Les gravures rupestres de Marhouma sont des gravures rupestres localisées à Marhouma, une oasis située à 18 km au sud-est de Béni Abbès, aux portes du grand Erg occidental, dans la wilaya de Béchar, en Algérie. Elles sont datées du Néolithique.

## Historique
Moins célèbres que les peintures rupestres du Tassili, les gravures rupestres de Marhouma font cependant l'objet d'études dès 1863,.